# Società Storica Novarese
La Società Storica Novarese è un'associazione di studi storici costituita a Novara nel 1920. Il fulcro dell'attività consiste nella pubblicazione del Bollettino Storico per la Provincia di Novara, che ospita elaborati di storia locale, archeologia e arte.

## Storia
L'idea originaria della Società Storica Novarese risale ad un progetto di museo archeologico di Gaetano Morbio (padre del più noto Carlo, storico) del 1813, che si concretizzò nella Società Archeologica per il Museo Patrio Novarese nel 1874. Nel 1890 la società fu sciolta e tutto il patrimonio di reperti ed oggetti collezionati, con annesso archivio storico, fu affidato al comune, sotto la direzione di Giovanni Battista Morandi.

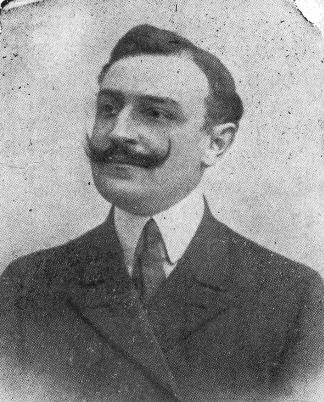
Giovanni Battista Morandi, ispiratore della Società e primo direttore del Bollettino

Nell'autunno del 1915 Morandi morì sul fronte del Carso. La sua cerchia di amici appassionati di storia, capitanata da Alessandro Viglio e Lino Cassani, si costituì in comitato nel gennaio 1919 al fine di dar vita ad una società, a lui intitolata e indipendente da qualsiasi partito, con lo scopo di incoraggiare gli studi di storia locale. La Società Storica Novarese nacque quindi il 20 maggio 1920. Quale organo d'informazione fu scelto il Bollettino Storico per la Provincia di Novara, la cui pubblicazione era stata avviata da Morandi stesso fin dal 1907, e che col tempo divenne un punto di riferimento per tutto l'ambito della storia locale.
Presso il salone d'onore del Museo Civico, a quel tempo collocato presso Palazzo Orelli, il 20 maggio 1920 ebbe luogo l'assemblea di ventidue studiosi e cultori di storia locale che sancì la nascita della Società Storica Novarese.
Dopo le formalità di rito, tra i presenti fu nominato il primo consiglio direttivo, costituito in prevalenza da personalità con all'attivo numerosi contributi e pubblicazioni sulla storia di Novara:
- Antonio Tadini presidente,
- Ettore Silva vicepresidente,
- Alessandro Viglio direttore del Bollettino,
- Lino Cassani tesoriere,
- Oreste Scarzello segretario,
- Giuseppe Bronzini, Guido Bustico, Marco Caccia di Romentino, Arturo Costa, Stefano Ferrara, Giuseppe Lampugnani, Rinaldo Lampugnani e Antonio Massara consiglieri.

Quegli anni di attività videro la promozione dei restauri del Broletto e di varie chiese, quali Santa Maria d'Ingalardo, la Madonna del latte di Gionzana, Santa Maria delle Grazie. Fu sventato il tentativo di abbattimento di San Giovanni Decollato, dei due edifici daziari della Barriera Albertina e del Castello Visconteo. Fu favorita la donazione al comune della collezione d'arte moderna di Alfredo Giannoni, che avvenne nel 1930.
Il 6 agosto 1935 il Ministero dell'educazione nazionale impose lo scioglimento del consiglio direttivo e la Società passò alle dipendenze della Regia Deputazione di Storia Patria. Al contempo il Bollettino fu ribattezzato Bollettino della Sezione Novarese della Regia Deputazione di Storia Patria, dicitura che comunque ne evitò la soppressione stabilita dal Ministero della Stampa e della Propaganda onde ridurre l'importazione di carta da giornali.

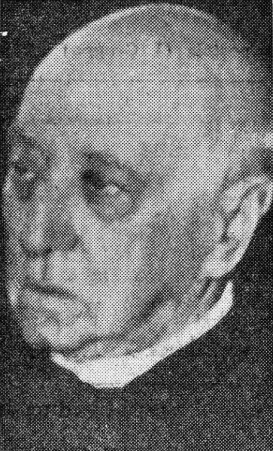
Lino Cassani, uno dei fondatori

Finita la seconda guerra mondiale, il 28 giugno 1946 fu tenuta l'assemblea generale, durante la quale Lino Cassani propugnò (ed ottenne) il ripristino della originaria Società Storica Novarese, corredata dal proprio Bollettino (sospeso tra il 1943 e il 1945).

## Bollettino Storico per la Provincia di Novara
È l'organo d'informazione ufficiale della società, spesso abbreviato con l'acronimo BSPN nei riferimenti bibliografici.
Il primo numero fu pubblicato a gennaio/febbraio 1907, a cura di Giovanni Battista Morandi, quando la Società Storica Novarese ancora non esisteva. La pubblicazione fu sospesa solo tra il 1943 e il 1945, durante la seconda guerra mondiale, e continua tuttora (2021).

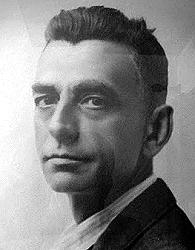
Alessandro Viglio, tra i fondatori dell'associazione e direttore del Bollettino dopo Morandi

Una nota statistica, che consente di figurarsi l'entità della rivista: a dicembre 2012 gli autori sono stati 444, per un totale di 1629 articoli, la cui lunghezza media è 20 pagine.
La pubblicazione sul Bollettino è aperta a chiunque, non solo ai soci. I testi devono rispettare specifici requisiti e sono valutati da un comitato scientifico.
Sulle pagine del Bollettino sono inoltre segnalate tesi di laurea di particolare interesse sui temi della storia e della cultura del territorio. Tra gli anni '80 ed i primi anni 2000 oltre quaranta tesi sono state segnalate nella sezione Thesis. Ad una decina di esse è seguita una più estesa pubblicazione nel Bollettino stesso ed alcune han dato vita ad autonome pubblicazioni.
Ampio rilievo è dato anche agli approfondimenti sul patrimonio architettonico della città e del territorio, a cui negli anni sono state dedicate quattro monografie:
- Carlo Nigra, La casa Della Porta in Novara, 1921;
- Alessandro Viglio, L'antico Palazzo del Comune di Novara e gli edifici minori del Broletto, 1928;
- Oreste Scarzello, Il Museo Lapidario della Canonica e gli antichi monumenti epigrafici di Novara, 1931;
- Paolo Verzone, L'Architettura Romanica nel Novarese, 1932-1937.